# Autotomie

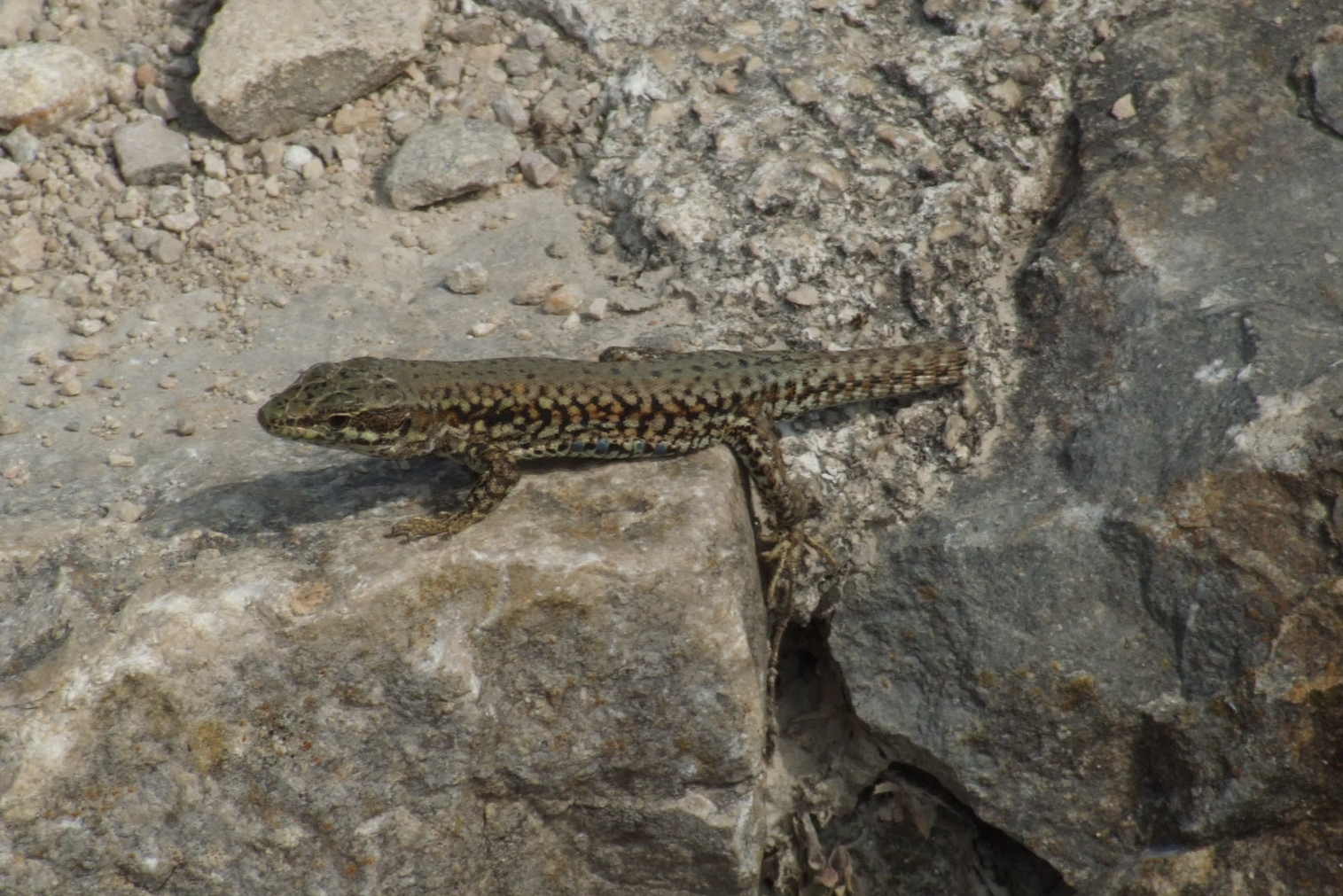
Certains lézards sont capables d'abandonner une partie de leur queue pour échapper à un prédateur.

L'autotomie est la capacité qu'ont certains animaux d'abandonner une partie de leur corps, en particulier parmi les reptiles et les arthropodes. Au sens strict, l'autotomie est un réflexe nerveux spécifique de l'animal, qui agit sur un muscle particulier, et on la distingue alors de l'autospasie qui consiste à perdre un appendice lorsque ce dernier est tiré ou tenu prisonnier par un agent externe. Certains rongeurs peuvent ainsi perdre une partie de leur queue.

## Principe
Il s'agit d'une stratégie de défense consistant à abandonner une partie non vitale de son corps (en général la queue, mais parfois un membre, de la peau…) afin d'échapper à un prédateur. La perte se produit soit lorsque la partie du corps est déjà prise par le prédateur (il s'agit alors de se libérer pour fuir) soit avant une attaque afin de créer une diversion (autotomie).
En général, la partie abandonnée reste agitée de mouvements réflexes grâce aux ganglions nerveux présents, et ce jusqu'à plus d'une heure, donnant une illusion de vie et occupant le prédateur.

## Invertébrés, reptiles et amphibiens
Le membre se sépare en général à des endroits précis de l'anatomie de l'animal, appelés « plan d'autotomie, plan de moindre résistance » ou encore « plan de rupture ». Ils correspondent souvent à des septums au niveau de la queue (autotomie caudale) ou des membres, ou encore à des métamères.
Une pression assez forte pour exciter des récepteurs tégumentaires déclenche des muscles spécialisés qui se contractent dans la zone de moindre résistance (pont de cartilage reliant les moitiés osseuses de chaque vertèbre, articulation d'un membre d'arthropode, métamère d'un annélide), provoquant la rupture. Devant chaque « plan d'autotomie », l'artère locale porte un sphincter et la veine locale une constriction, ce qui évite la perte de fluides corporels (en particulier le sang).
Selon les espèces, la partie abandonnée peut repousser, tels la queue du lézard, la partie arrière des annélides ou le pénis jetable de Goniobranchus tinctorius. Cette régénération n'est toutefois pas complète et les membres ou les queues econstitués sont souvent différents des originaux (couleurs différentes, taille réduite, mobilité plus faible, queue dédoublée chez certains reptiles). De plus, la capacité à repousser se dégrade avec le nombre de repousses.

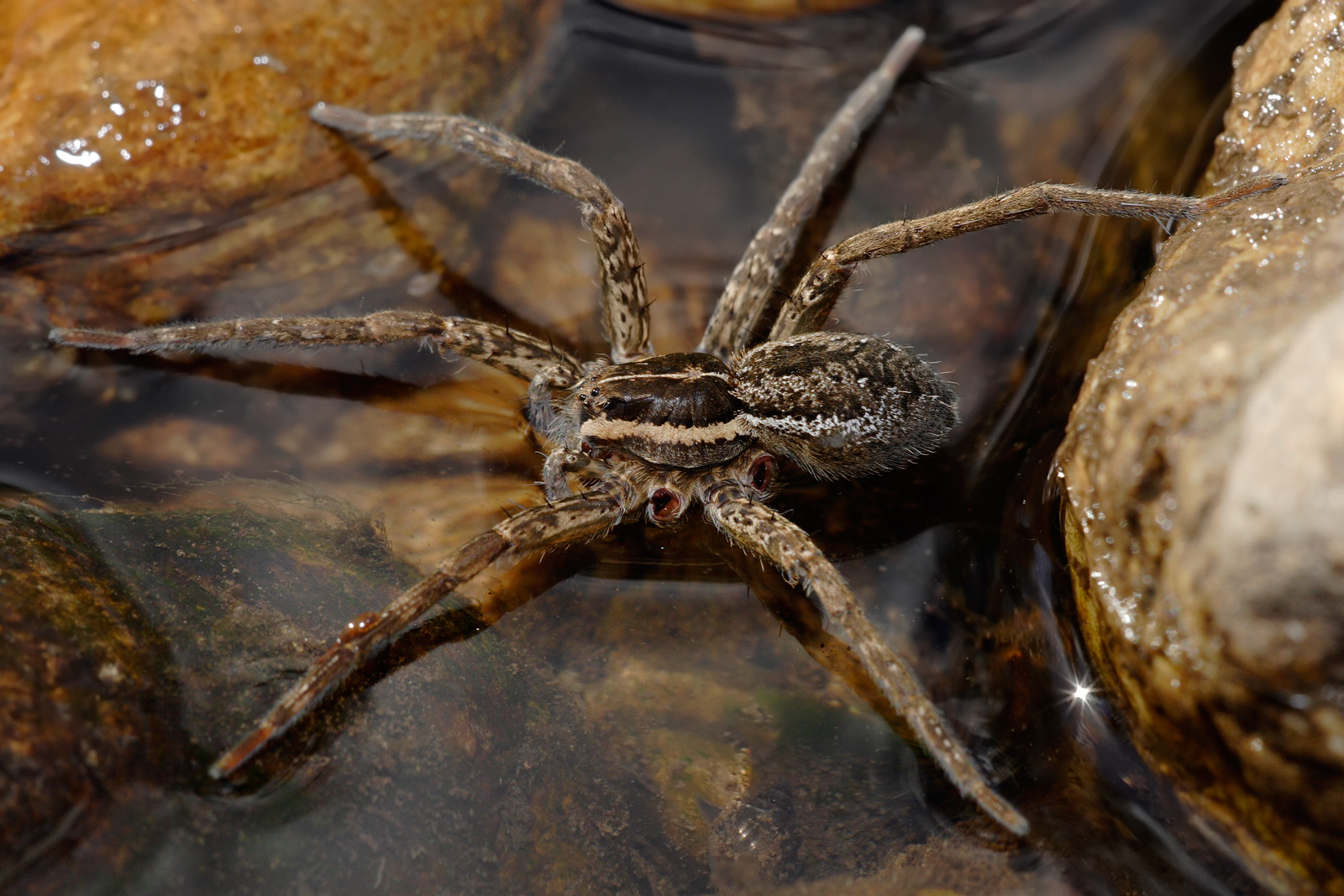
Araignée privée de deux membres.
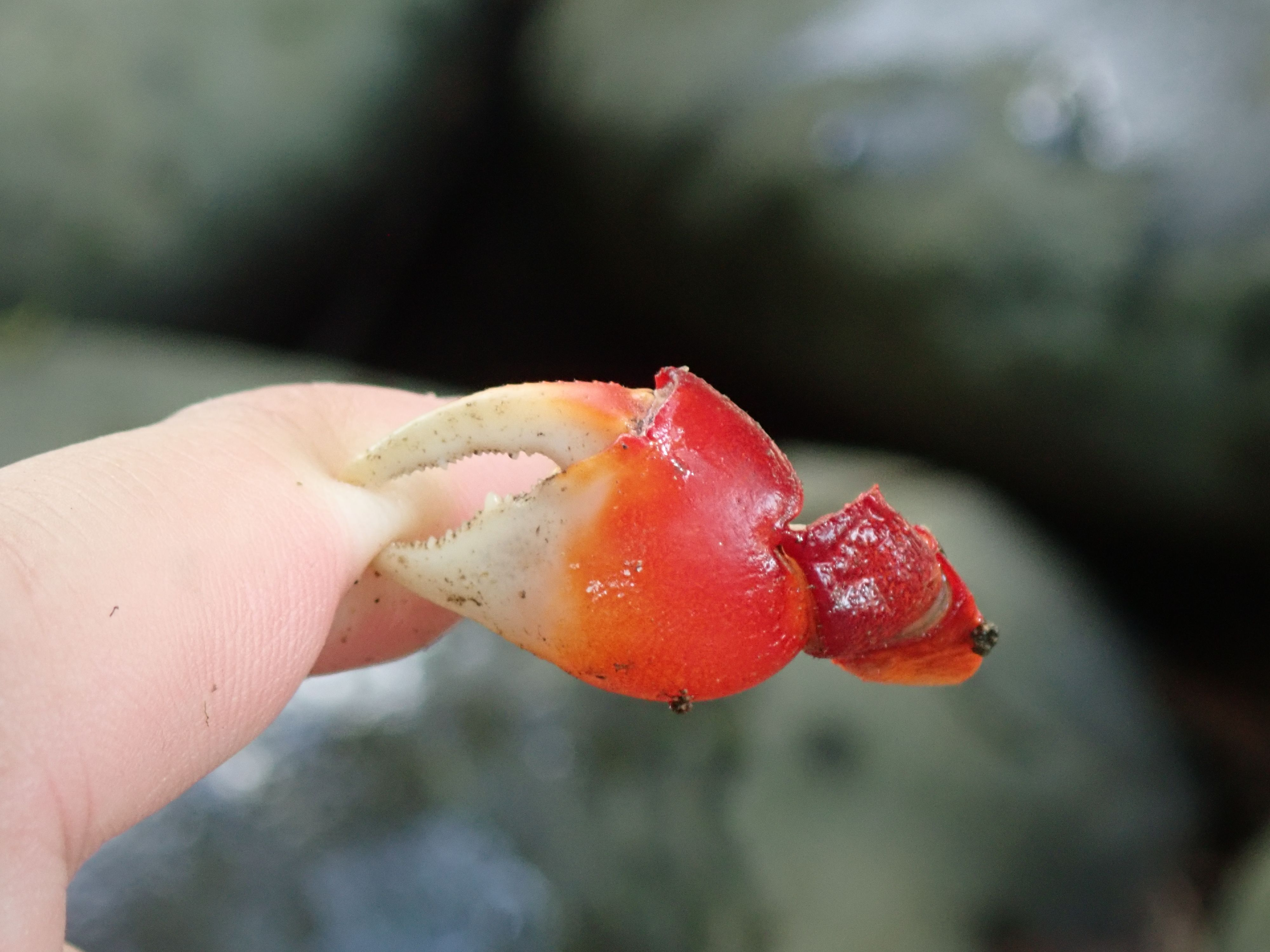
Pince de crabe (Chiromantes haematocheir (en), Sesarmidae) abandonnée sur un doigt.
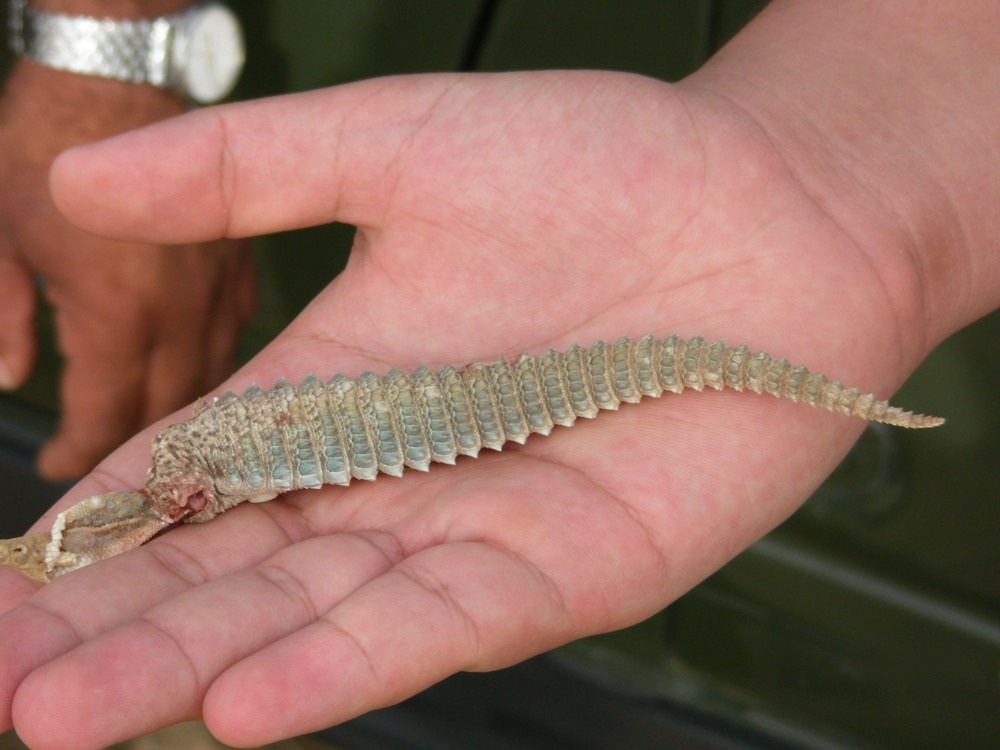
Proie (queue de Uromastyx hardwickii) subtilisée à un Faucon laggar.
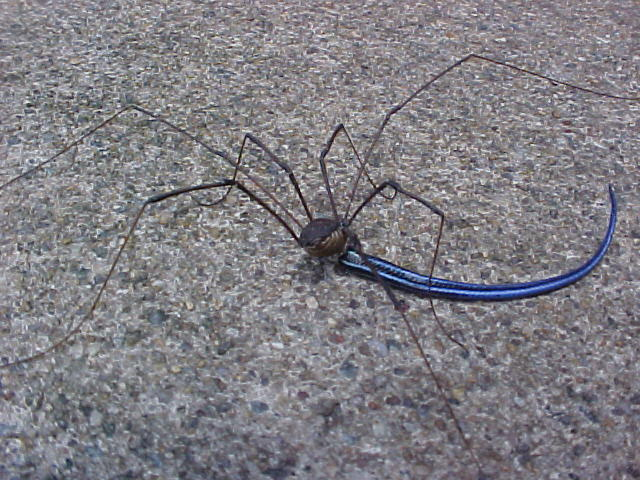
Queue de reptile abandonnée et mangée par un opilion.
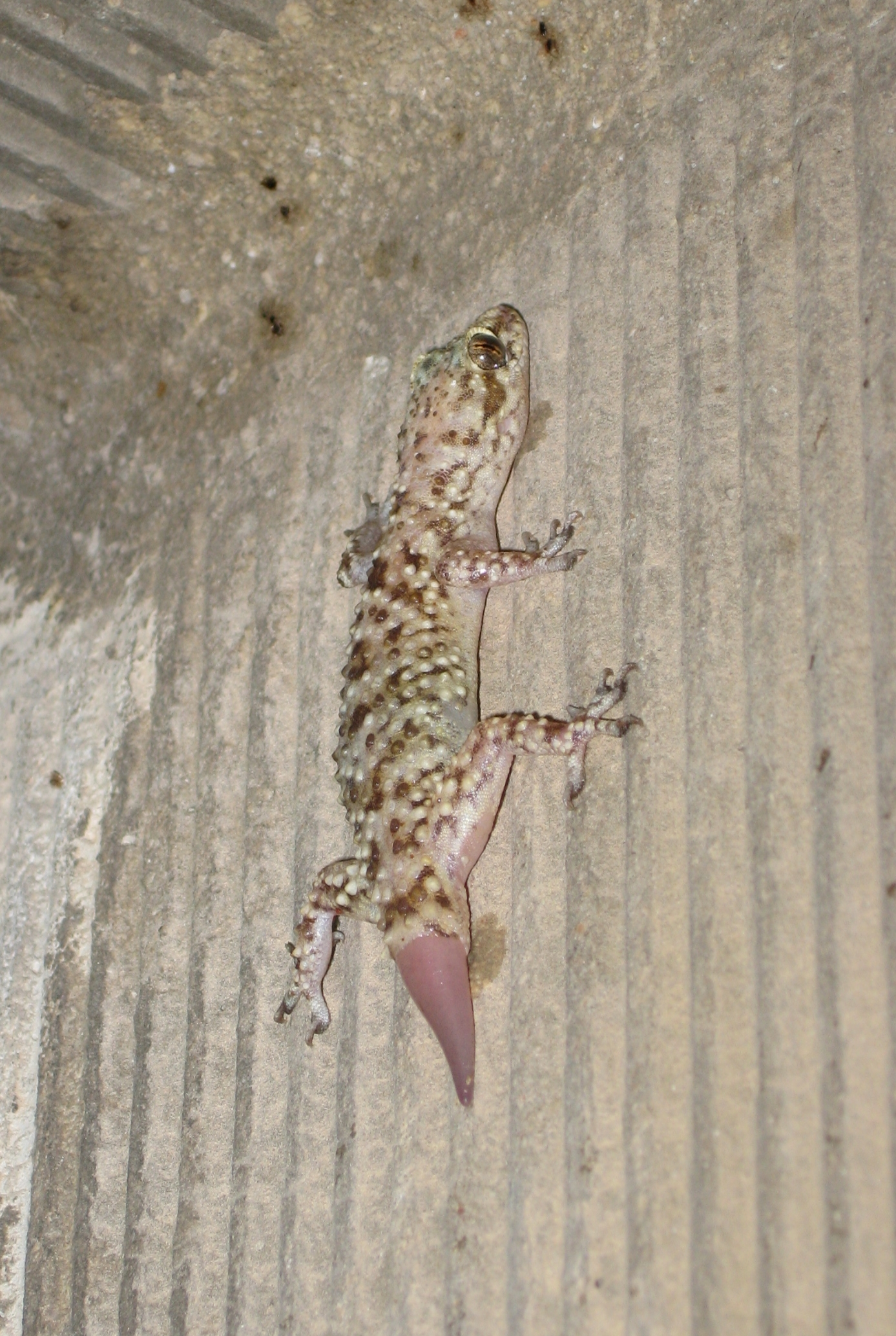
Queue de gecko en cours de régénération.

L’« éviscération » est un autre mécanisme de défense, utilisé par certains concombres de mer (Holothuroidea). Il consiste à éjecter une partie des organes internes : les Dendrochirotida s'éviscèrent par la partie antérieure et les Aspidochirotida s'éviscèrent par la partie postérieure ou cloacale. Après quelques semaines de vie au ralenti, les organes sont régénérés.

## Rongeurs
L'autotomie dite « évasive », c'est-à-dire dans le but de s'évader (expression de Alfred Giard en 1887) est assez rare chez les vertébrés,. Certains rongeurs ont toutefois la capacité d'abandonner une partie de leur fourrure ou de leur queue au prédateur qui la saisit.

### Scalp de la queue chez certains rongeurs
Soit l'animal perd une portion de sa queue — c'est le cas notamment chez une souris à abajoues de l'espèce Chaetodipus fallax — ,soit la queue ne se sectionne pas totalement mais perd une partie de sa peau. Les anglophones nomment ce phénomène « Fur slip » (littéralement « glissement de fourrure »).
Dans ce dernier cas, seul un fourreau de peau se détache par l'extrémité, laissant en place les vertèbres caudales ,. Il y a peu de perte de sang sur l'instant, seulement un léger suintement. La partie dénudée sèche et tombe quelques jours après, puis l'extrémité de la queue se cicatrise très rapidement mais ne repousse pas,. Un examen minutieux montre qu'il n'y a quasiment pas d'adhérence entre le fourreau de peau et l'axe vertébral. Ils ne sont reliés que par quelques connexions vasculaires et nerveuses. C'est donc une zone très facile à rompre. L'axe, dont la surface est parfaitement lisse, emporte avec lui l'artère et la veine caudales mais les vaisseaux et nerfs latéraux restent inclus dans le fourreau cutané. C'est toujours à la limite d'un des anneaux cornés, au niveau d'une lacune à peine cloisonnée qui sépare le poil du derme adjacent, que la rupture se fait : l'anneau se dédouble en épaisseur, la partie interne part avec la peau, la partie externe reste avec le moignon de queue. L'animal conservera donc une queue raccourcie, perdant seulement une partie de son agilité, faute de disposer d'un balancier complet.
Contrairement au cas d'« autotomie » au sens strict (amputation volontaire), chez ces rongeurs ce phénomène est purement mécanique et se produit même sur un animal mort. La peau cède à une simple traction, sans aucune intervention musculaire volontaire ou réflexe. En revanche, si l'animal a déjà perdu une grande portion de queue, la cassure devient quasi impossible.

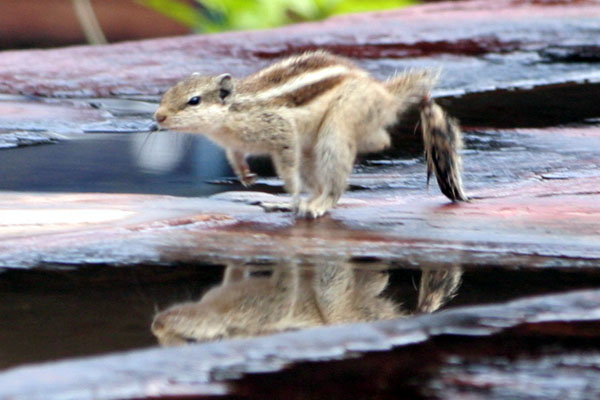
Écureuil indien (Funambulus sp.) en fuite ayant abandonné une partie de la peau de sa queue.
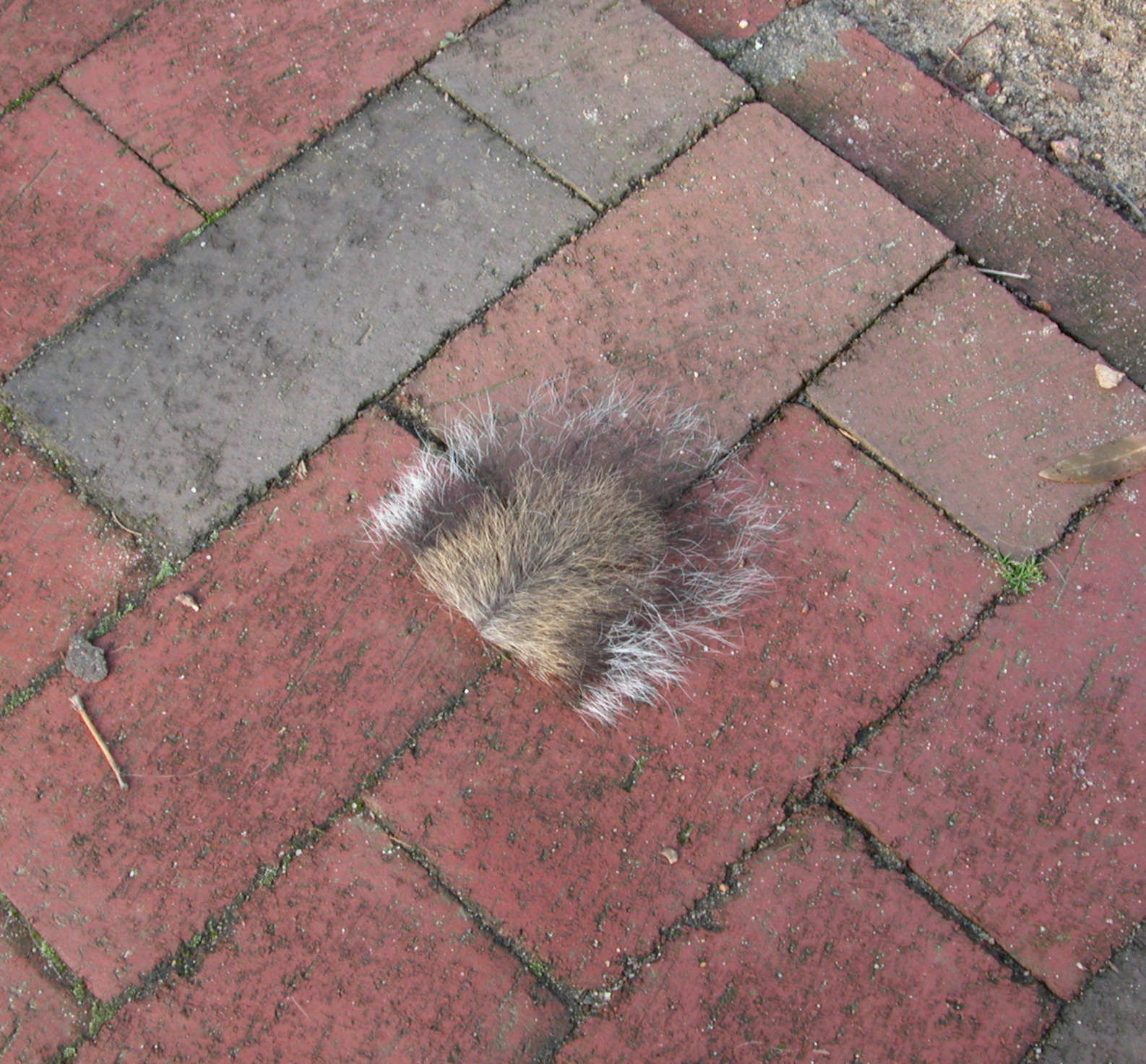
Extrémité d'une queue d'écureuil abandonnée au sol.
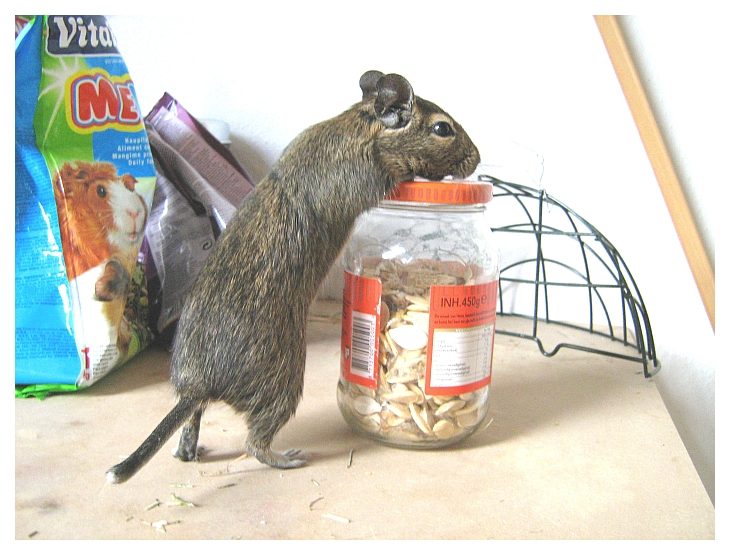
Octodon degus dont la queue raccourcie est cicatrisée.

L'autotomie évasive est avérée par exemple chez l'Octodon degus, le chinchilla, la Gerbille de Mongolie, le lérot, le muscardin ou certains mulots.
Chez le Mulot à collier, par exemple, l'autotomie caudale se fait au niveau de la séparation entre la vingt-et-unième et la vingt-deuxième vertèbre.
Chez le Mulot sylvestre, la gaine cutanée se détache à un niveau variable. La partie endommagée sèche et tombe deux ou trois jours après.
La fréquence de ces amputations laisse à penser qu'il s'agit bien d'une stratégie de fuite car elle est constatée dans la nature chez 5 à 7 % de Acomys cahirinus, 6 à 7 % de Podomys floridanus, 20 à 25 % de Proechimys semispinosus et plus de 50 % de Apodemus sylvaticus. Le scalp de la queue a été rapporté également chez le Rat noir (Rattus rattus) et une capture menée au Ghana a montré que sur 299 rats noirs sauvages, 54 rats (18 %) avaient une queue raccourcie et 34 rats présentaient une cicatrisation ancienne.

### Autotomie régénérative de la peau
Certaines souris épineuses africaines, du genre Acomys, sont capables de perdre une partie de leur fourrure et de régénérer ensuite totalement les tissus endommagés par les prédateurs.
En 2012, des chercheurs ont découvert que les espèces Acomys kempi et Acomys percivali dont un lambeau de peau a été arraché, au lieu de former une cicatrice comme chez la souris grise (Mus musculus), voient leur fourrure repousser, y compris la peau et ses follicules pileux, les glandes sudoripares et même du cartilage.
Cette découverte donne des espoirs dans le cadre de la médecine régénérative, notamment pour soigner les humains amputés d'un membre.

## Autotomie fatale
En général ce mécanisme a pour but d'assurer la survie de l'animal. Toutefois, il y a des cas où l'individu se sacrifie au profit de ses congénères.
C'est le cas, par exemple, de l'abeille. Si celle-ci pique un vertébré à la peau résistante, elle abandonne son aiguillon en forme de harpon dans la plaie. Les glandes à venin et parfois une partie de l’intestin de l'insecte y restent aussi accrochées. L'abeille meurt tandis que ses glandes peuvent continuer, seules, à injecter le venin durant 20 minutes.